# Mastrus albobasalis
Mastrus albobasalis là một loài tò vò trong họ Ichneumonidae.